# Sringeri
Sringeri là một thị xã panchayat của quận Chikmagalur thuộc bang Karnataka, Ấn Độ.

## Địa lý
Sringeri có vị trí 13°25′B 75°15′Đ / 13,42°B 75,25°Đ Nó có độ cao trung bình là 672 mét (2204 feet).

## Nhân khẩu
Theo điều tra dân số năm 2001 của Ấn Độ, Sringeri có dân số 4253 người. Phái nam chiếm 52% tổng số dân và phái nữ chiếm 48%. Sringeri có tỷ lệ 83% biết đọc biết viết, cao hơn tỷ lệ trung bình toàn quốc là 59,5%: tỷ lệ cho phái nam là 86%, và tỷ lệ cho phái nữ là 79%. Tại Sringeri, 8% dân số nhỏ hơn 6 tuổi.